# Rio Poço Bonito
Rio Poço Bonito är ett vattendrag i Brasilien.   Det ligger i delstaten Paraná, i den södra delen av landet, 1 100 km söder om huvudstaden Brasília.
I omgivningen kring Rio Poço Bonito växer huvudsakligen savannskog. Området är glesbefolkat, med 11 invånare per kvadratkilometer.